# Andreas Gehrlach
Andreas Gehrlach (* 1981) ist ein deutscher Kultur- und Literaturwissenschaftler. Seine Forschungsfelder sind Kulturen des Ökonomischen, Kulturwissenschaftliche Psychoanalyse, Macht- und Herrschaftsformen sowie literarische und politische Utopien.

## Leben und Wirken
Nach dem Studium der Neuere deutschen Literatur, der Geschichte und der Anglistik an der Eberhard Karls Universität Tübingen hat Andreas Gehrlach am Institut für Kulturwissenschaften an der Humboldt-Universität zu Berlin promoviert. Seine Dissertation erschien 2015 unter dem Titel Diebe. Die heimliche Aneignung als Ursprungserzählung in Literatur, Philosophie und Mythos. Daraus entstand das an der Universität Tübingen angesiedelte DFG-Projekt Kulturgeschichte des Diebstahls, das er von 2013 bis 2018 gemeinsam mit Dorothee Kimmich gestaltete, das Forschungsprojekt „widmete sich kulturellen Vorbildern und mythischen und biblischen Ursprungsfiguren der Diebe, der Reflexion auf den Diebstahl in Autobiografien seit Augustinus und modernen sprach- und literaturtheoretischen Implikationen des Diebstahls“. Andreas Gehrlach arbeitet in einer genealogischen Analyse quer durch die Kulturgeschichte heraus, dass individuelle und kollektive Ursprungserzählungen oftmals einen Diebstahl im Zentrum haben.
Im Anschluss daran veröffentlichte er 2020 den Essay Das verschachtelte Ich. Individualräume des Eigentums in der Reihe Fröhliche Wissenschaft von Matthes & Seitz. Darin zeigt er auf, dass neben der liberalen Eigentumskonzeption andere Besitzpraktiken aufzufinden sind, die sich auf wenige intime und persönliche Gegenstände beschränken, und daher nicht der kapitalistischen Akkumulationslogik folgen. Beispiele von alternativen Besitzpraktiken finden sich in den verschiedensten Epochen. Ein anschauliches Beispiel aus vorkapitalistischer Zeit bietet der sogenannte Loculus, eine Tasche, die jeder Legionär des Römischen Reiches mit sich trug, in der die persönlichsten Güter aufbewahrt wurden.
Neben diesem Forschungsschwerpunkt zur kulturellen Dimension von Eigentumsstrukturen und Besitzpraktiken befasst sich Andreas Gehrlach mit reaktionären, gegen-aufklärerischen Diskursen und Politiken in Geschichte und Gegenwart. Aktuell forscht er zu Körperpraktiken der Unterwerfung und des Widerstands, dabei untersucht er die Kultur- und Körpergeschichte des Niederkniens. Eine zentrale Rolle in seinem Arbeiten spielen Denkansätze des philosophisch-anthropologischen Anarchismus wie u. a. von Pierre Clastres, James C. Scott, Ursula Le Guin und David Graeber.
Andreas Gehrlach war 2016 bis 2023 Wissenschaftlicher Mitarbeiter am Kulturwissenschaftlichen Institut der Humboldt-Universität zu Berlin. Seit 2023 ist er wissenschaftlicher Programmdirektor am Internationalen Forschungszentrum Kulturwissenschaften in Wien. Seit 2019 gibt er gemeinsam mit Iris Därmann und Thomas Macho die Buchreihe Undisziplinierte Bücher heraus. Er ist Veranstalter der Vortragsreihe Psychoanalytische Kulturwissenschaft, die seit 2019 am Institute for Cultural Inquiry (ICI) stattfindet.

## Schriften (Auswahl)

### Monografien
- Das verschachtelte Ich. Individualräume des Eigentums. Matthes & Seitz, Berlin 2020, ISBN 978-3-95757-861-7.
- Diebe. Die heimliche Aneignung als Ursprungserzählung in Literatur, Philosophie und Mythos. Wilhelm Fink, Paderborn 2016, ISBN 978-3-7705-6000-4 (zugleich Dissertationsschrift).

### Sammelbände
- Selbstbehältnisse. Hrsg. zus. mit Laura Busse u. Waldemar Isak. Neofelis, Berlin 2021, ISBN 978-3-95808-335-6.
- Diebstahl! Zur Kulturgeschichte eines Gründungsmythos. Hrsg. zus. mit Dorothee Kimmich. Fink, Paderborn 2018, ISBN 978-3-7705-6058-5.
- Psychoanalytische Narrationen. Fallgeschichten, Novellen und Stundenprotokolle als Erkenntnisformen. Hrsg. zus. mit Christoph Braun u. Wilhelm Brüggen. Brandes & Apsel, Frankfurt am Main 2017, ISBN 978-3-95558-207-4.
- Dialektik des Mythos. Mythen und Mythoskritik in der freud’schen Psychoanalyse des Mythos. Hrsg. zus. mit Christoph Braun u. Wilhelm Brüggen. Brandes & Apsel, Frankfurt am Main 2016, ISBN 978-3-95558-172-5.

### Editionen
- Marshall Sahlins: "Die ursprüngliche Wohlstandsgesellschaft." Übers. v. Heide Lutosch. Hg. und eingeleitet von Andreas Gehrlach. Matthes & Seitz Berlin 2024, ISBN 978-3-7518-3024-9.
- Élisée Reclus: Staat, Fortschritt, Anarchie. Übers. v. Rainer G. Schmidt. Hg. u. eingeleitet zus. mit Stephan Zandt. Matthes & Seitz Berlin 2024, ISBN  978-3-7518-3000-3.
- Pierre Clastres: Staatsfeinde. Studien zur politischen Anthropologie. Übers. v. Eva Moldenhauer. (Neuedition, hg. zus. mit Morten Paul.) Mit Nachwort, Forschungs- und Rezeptionsüberblick. Konstanz University Press, Göttingen 2020, ISBN 978-3-8353-9121-5.

### Aufsätze
- Die Wünsche wunschloser ‚Wilder.‘ Hélène Clastres „Land ohne Übel.“ In: Zeitschrift für Kulturwissenschaften. Ausgabe „Heil versprechen.“ Hg. v. Karin Harrasser, Insa Härtel, Carl-Josef Pazzini u. Sonja Witte. Münster 2020. S. 130–139.
- Leben an den Rändern des Kapitalismus. In: „Das Argument. Ausgabe ‚Kritik der Aufklärung‘“. Hg. v. Jan Loheit u. a. Ausgabe 332. S. 201–215.
- Vive la Différence! Wenn Linke und Rechte von Differenz reden, meinen sie nicht das gleiche. (Zusammen mit Jule Govrin.) Im Portal ‚geschichtedergegenwart.ch‘. (13. Juni 2018)
- Die moderne Idee des Privateigentums und die altägyptische Utopie der Diebe. In: „Diebstahl! Zur Kulturgeschichte eines Gründungsmythos.“ Hg. v. Andreas Gehrlach u. Dorothee Kimmich. Paderborn 2018. S. 101–134.
- Die Diebstähle der Schelme. Dem Enigma der Pikaros von der Seite ihrer Kriminalität begegnet. In: „Das Enigma des Pikaresken.“ Hg. v. Jens Elze. Heidelberg 2018. S. 49–68.
- Louis Althussers Diebstahl eines Atom-U-Boots und der aleatorisch-lukrezianische Materialismus seines Spätwerks. In: „Psychoanalytische Narrationen: Fallgeschichten, Novellen und Stundenprotokolle als Erkenntnisformen.“ Hg. v. Christoph Braun, Wilhelm Brüggen u. Andreas Gehrlach. Frankfurt a. M. 2017. S. 99–118.
- Die Macht, die im Schatten liegt. Elemente einer kynisch-performativen Philosophie der Wahrheitsverdunkelung. In: „Zeitschrift für Kulturphilosophie.“ Ausgabe 2/2016. Hg. v. Ralf Konersmann u. Dirk Westerkamp. S. 367–392.
- Der Diebstahl statt der Mosestötung als Ursprungsverbrechen im Alten Testament. In: „Dialektik des Mythos. Mythen und Mythoskritik in der freud‘schen Psychoanalyse des Mythos.“ Hg. v. Christoph Braun, Wilhelm Brüggen u. Andreas Gehrlach. Frankfurt a. M. 2016. S. 195–217.
- Teil des Problems, nicht der Lösung sein: ‚Herrschaft und Knechtschaft‘ als Figur der Identifikation und der Kritik der Institution in der Psychoanalyse. In: „Psychoanalyse der Institutionen – Institutionen der Psychoanalyse.“ Hg. v. Christoph Braun u. Wilhelm Brüggen. Frankfurt a. M. 2013. S. 88–110.
- Augustinus’ Birnen, Rousseaus Äpfel. Diebstähle und ihre Bekenntnisse. In: „Das Geständnis und seine Instanzen. Zur Bedeutungsverschiebung des Geständnisses im Prozess der Moderne.“ Hg. v. Vrääth Öhner u. Eric Nordhausen. Berlin u. Wien 2011. S. 293–306.
- Die Kontinuität des Inhumanen im Ethischen. In: „Fritz Langs ‚M – Eine Stadt sucht einen Mörder‘. Texte und Kontexte.“ Hg. v. Urs Büttner u. Christoph Bareither. Würzburg 2011. S. 103–114.